# Tututepec
Villa de Tututepec de Melchor Ocampo (Mixteeks: Yuku Saa) is een plaats in de Mexicaanse staat Oaxaca. Tututepec heeft 2004 inwoners (census 2005) en is de hoofdplaats van de gemeente Villa de Tututepec de Melchor Ocampo.
De naam Tototepec (Vogelberg) komt van het Nahuatl tototl - vogel en tepetl - berg en is een directe vertaling van de originele Mixteekse naam Yuku Saa (yuku - berg, saa - vogel). Villa betekent 'plaats' of 'stad' in het Spaans en Melchor Ocampo is een Mexicaanse politicus uit de 19e eeuw. Tot 1992 heette het dorp San Pedro Tututepec naar de patroonheilige van het dorp, te weten San Pedro oftewel de heilige Petrus.
In de 11de eeuw was het een klein Mixteekse stadstaatje (yuvui tayu). Onder de bezielende leiding van Heer Acht Hert Jaguar Klauw (1063 - 1115 na Chr.) begon Tututepec aan de verovering van een groot aantal andere Mixteekse stadstaten. Tututepec wist onafhankelijk te blijven van de Azteken maar in 1522 werd het door de Spaanse conquistador Pedro de Alvarado veroverd.
Binnen de gemeentegrenzen ligt het Nationaal Park Lagunas de Chacahua